# ボーイ・ジョージ
ボーイ・ジョージ（Boy George、1961年6月14日 - ）は、ロンドン生まれのアイルランド系イギリス人ミュージシャン。本名はジョージ・アラン・オダウド（George Alan O'Dowd）。カルチャー・クラブのヴォーカリストであり、ソロ歌手としても精力的に活動するほか、ミュージカル俳優としてブロードウェイへの出演も行う。数々の受賞歴を誇る世界的なポップ・アイコンの一人であり、ゲイ・アイコンとしても有名。

## 略歴
1961年、ジェレマイア・オダウドとダイナ・オダウドの間に男4人女1人の5人兄弟の真ん中として誕生。父ジェレマイアは気性が荒い面があり、非常に暴力的な人物だったと振り返っている。またジョージは他の兄弟が夢中になるものには夢中になれなかった。ジョージは自身の家族について機能不全にもなることもあるが、一方で家族のことを愛しており、大家族で生まれ育ったことと絶え間ない彼らのサポートにより本来の自分を思い返すことができるとも語った。
1982年、カルチャー・クラブのヴォーカリストとしてデビュー。奇抜なメイク、深みのある低音ボイスを特徴とした歌声で「君は完璧さ」「タイム」「カーマは気まぐれ」「ミス・ミー・ブラインド」といったヒットを連発。1980年代の第2次ブリティッシュ・インヴェイジョンを牽引した。
1984年にはバンド・エイドに当時の人気スターの一人として参加した、バンド・エイドが発表した「ドゥ・ゼイ・ノウ・イッツ・クリスマス」では、ジョージの深みのある歌声を確認することができる。この時期、ギネスブックの「最高のコマーシャル出演料」の項目において、日本のテレビで放映されるコマーシャルの出演料の150万ドルが世界一と認定されていたことがある。
しかし、ジョージのヘロイン中毒などもあり、1986年にカルチャー・クラブは最初の活動休止を余儀なくされる。それからソロ活動を開始し、1987年にアルバム『ソールド』をリリース。先行シングルの「エヴリシング・アイ・オウン」は2週に渡って全英1位を記録。翌年には『告白への扉』、その9か月後には『ボーイフレンド』を発表するなど精力的なアルバムリリースを続ける。
1990年にはJesus Loves Youとしての活動を開始、同名義のアルバムとしては『ザ・マーター・マントラス』一作のみをリリース。アルバムからはAfter the Love、 Bow Down MisterやGenerations of Loveなどのシングルが生まれた。
1992年に、アカデミー賞脚本賞を受賞した同名映画の主題歌となったカバー曲「ザ・クライング・ゲーム」（プロデュースはペット・ショップ・ボーイズ）がヒット。
1995年、カルチャー・クラブでの栄光と挫折を中心に描いた自伝「Take it like a man」を発表（未邦訳）。のちにジョージの自伝とリー・バウリーの本を元にした、ミュージカル「Taboo」がロンドンとブロードウェイで上演され（ロンドン版とブロードウェイ版では、舞台の内容が多少異なっている）、トニー賞では作曲賞にノミネートされるなどした。また英国では自伝を脚色して、2010年にTVドラマ化（「Worried About the Boy」）もされている。
カルチャー・クラブは、1998年11月に活動を再開するが、翌1999年12月には再び活動を休止する。
2002年にはジョン・レノンやポール・マッカートニーらとともに100名の最も偉大な英国人に選出。

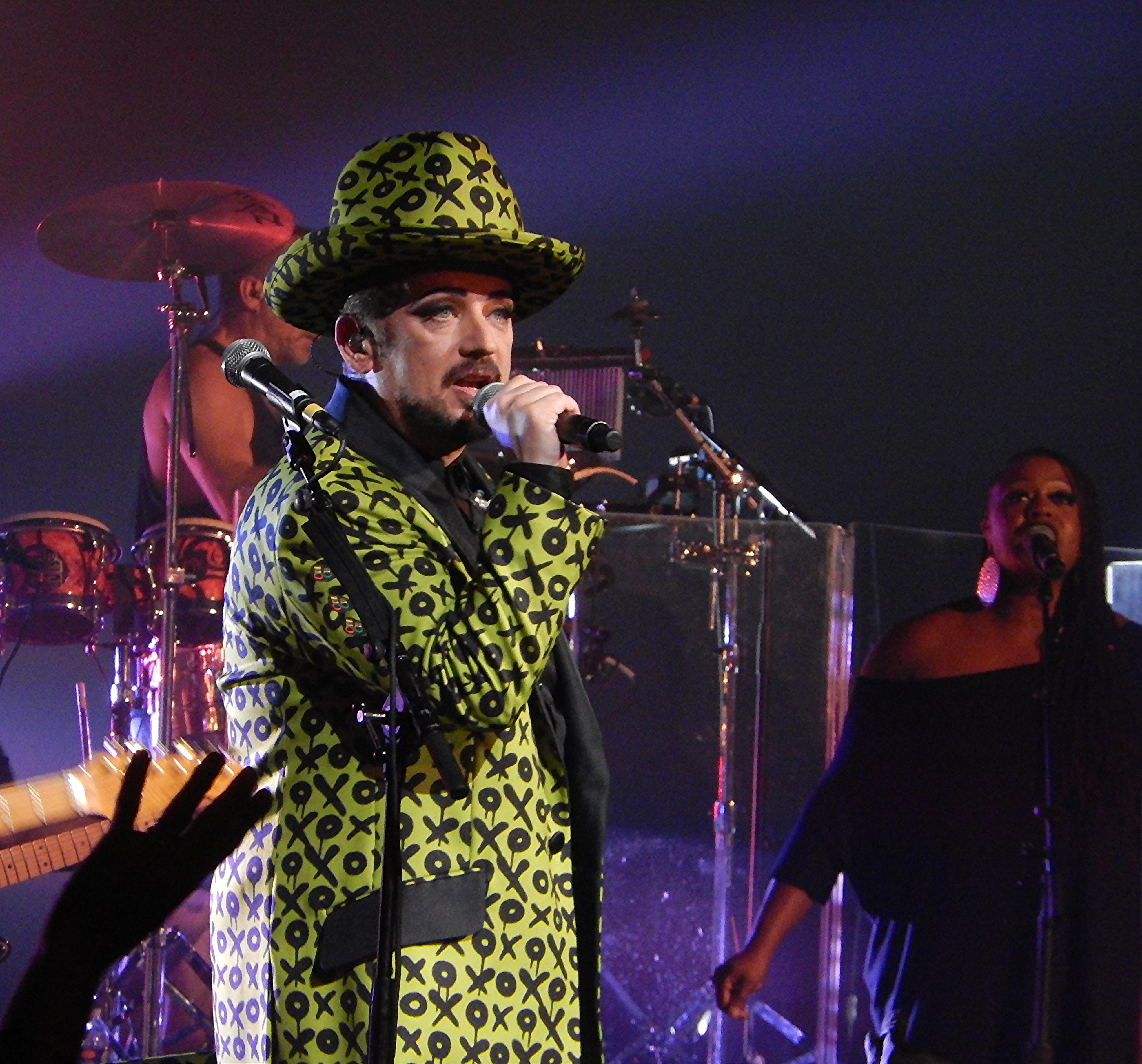
2016年

2014年1月、ソロの音楽活動を本格的に再開し、アルバム『ディス・イズ・ホワット・アイ・ドゥ』を発表。またUKツアーとUSAツアーも行われた。アルバムは批評家から大きな賞賛を浴びた。
同年からはカルチャー・クラブとしての活動も再開させる。
2015年、アイヴァー・ノヴェロ賞で英国音楽への長年の功績を称える特別功労賞を受賞。
2016年、人気オーディション番組『ザ・ヴォイス』の審査員に就任。
2018年、『アティテュード・アワード』のミュージック・アイコン賞を受賞。
2023年には新たな自伝『カルマ』(Karma: My Autobiography)を発表。
2024年からはミュージカル版の『ムーラン・ルージュ』にハロルド・ジドラー役で出演、ブロードウェイへの出演は『Taboo』の舞台化以来20年ぶりだった。
同年には映画『ARGYLLE/アーガイル』のサウンドトラックにアリアナ・デボーズやナイル・ロジャーズと組んだ新曲「エレクトリック・エナジー」で参加。更に自身を含む80年代アーティストの姿をジョージが描いた絵画の個展も開催した。
現在もカルチャー・クラブとしてのライヴ公演のほか、ソロとしても定期的にライヴ公演を開催。更に自分のレーベルBGP Recordsから自身が60歳になったことを記念して60曲の新曲を順次配信リリースする試み「60for60」を行うなど盛んな活動を行っている。また伝記映画の制作も進められている。

## 人物

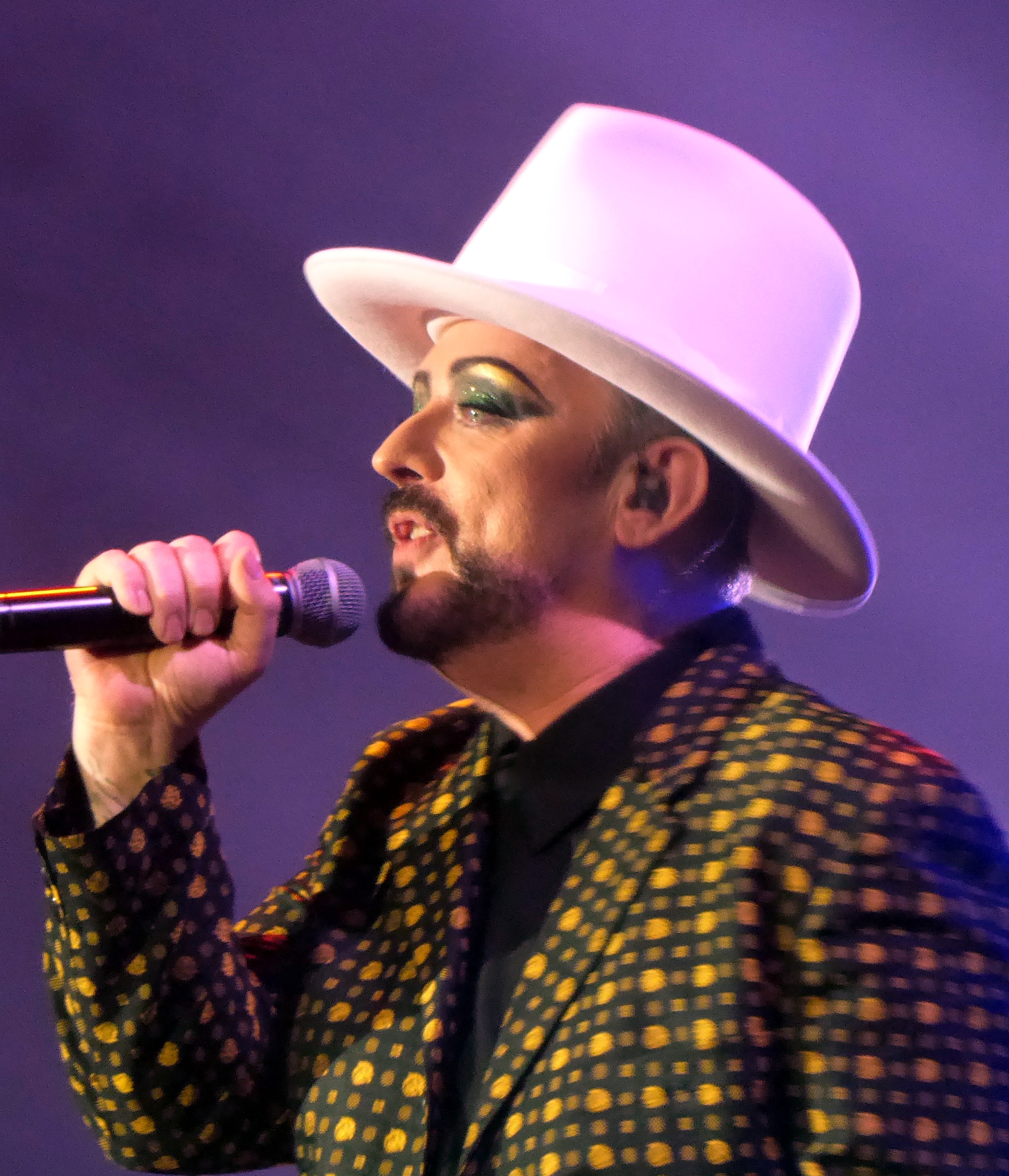
2016年

イギリスのテレビ番組ではコメンテーターとしても活躍し、歯に衣着せぬ切れ味鋭い発言をしている。
料理好きで、料理の写真やレシピがTwitterなどで紹介されている。

### 日本との関わり
親日家であり、ジョージは日本を「スピリチュアル・ホーム」であると捉えているだけでなく、仏教を信仰している、2022年から始まった60for60プロジェクトでは「Japan」という曲を発表している。

### セクシャリティ
ボーイ・ジョージがカルチャークラブにいたとき、彼の両性具有の外見から、彼のセクシュアリティについての様々な憶測があった。ジョーン・リバーズはインタビューで「あなたは、男性を好むの、それとも女性を好むの？」と質問すると、ジョージは「ああ、両方さ。」と答えた。1985年、バーバラ・ウォルターズから性的指向について尋ねられたとき、ジョージは彼がバイセクシュアルであり、過去にはさまざまなガールフレンドやボーイフレンドがいたと述べた。彼はインタビュアーに、セックスよりも「素敵なお茶」を好むという有名な、よく引用される返答をした。
ジョージは1995年の自伝『Take It Like a Man』で、彼は実際にはバイセクシュアルではなく「ゲイ」であり、パンク・ロック歌手のカーク・ブランドンやカルチャークラブのドラマーであるジョン・モスと秘密の関係にあったと述べた。彼は、カルチャークラブのために書いた曲の多くは「モスとの関係について」であると証言している。
2006年、サイモン・ジョージ監督のエピソードドキュメンタリー「少年ジョージの狂気」で、ジョージはカメラに「同性愛者」であると宣言した。2008年のドキュメンタリー 『Living with Boy George』で、彼はゲイであることを最初に両親に話したときの様子などを語っている。
2007年4月、彼はノルウェー人の男性を手錠を使って監禁し、鎖で殴打した容疑で逮捕された。ジョージは手錠をかけたことは認めたものの、他の容疑については否認した。だが、被害者のヌード写真の所有などを根拠に、2008年12月陪審員は有罪の評決を出した。弁護士はボーイ・ジョージの長年の薬物使用が原因と弁護したが、2009年1月、裁判官は禁固15ヶ月の実刑判決を言い渡した。2008年7月、アメリカでの夏のツアーと、ニューヨーク市衛生局主催の無料コンサートでの演奏を計画していたが監禁事件で本国イギリスで起訴されていることを理由に、アメリカ入国を拒否された。2009年5月、所内での真摯で勤勉な態度を理由に4か月での出所が認められ出所した。

## ディスコグラフィ

### オリジナル・アルバム
| 年   | タイトル                                  | 概要                         |
| ---- | ----------------------------------------- | ---------------------------- |
| 1987 | Sold                                      |                              |
| 1988 | Tense Nervous Headache（邦題:告白への扉） |                              |
| 1989 | Boyfriend                                 |                              |
| 1991 | The Martyr Mantras                        | Jesus Loves You名義          |
| 1995 | Cheapness and Beauty                      |                              |
| 1998 | The Unrecoupable One Man Bandit           |                              |
| 2002 | U Can Never B2 Straight                   |                              |
|      | Taboo - Original London Cast              | サントラ                     |
| 2010 | Ordinary Alien                            |                              |
| 2014 | This Is What I Do                         |                              |
| 2018 | Life                                      | カルチャー・クラブと共同名義 |
| 2025 | SE18                                      | 限定販売                     |

### その他のアルバムや活動
| 年   | タイトル                                                  | 概要                                                                              |
| ---- | --------------------------------------------------------- | --------------------------------------------------------------------------------- |
| 1989 | High Hat                                                  | ベスト盤                                                                          |
| 1992 | Spin Dazzle – The Best of Boy George and Culture Club     | ベスト盤                                                                          |
|      | The Crying Game                                           | サントラ・テーマ曲                                                                |
| 1993 | At Worst... The Best of Boy George and Culture Club       | ベスト盤（ソロ名義、カルチャー・クラブ名義、Jesus Loves You名義のヒット曲を収録） |
|      | More Than Likely                                          | P.M. Dawn提供曲                                                                   |
| 1994 | Human Beings                                              | Gaurangi提供曲                                                                    |
|      | The Devil in Sister George EP                             | EP盤                                                                              |
| 1996 | Everything I Own                                          | ベスト盤                                                                          |
|      | Love Is Leaving                                           | オリジナルシングル                                                                |
| 1997 | Police and Thieves                                        | Dubversive and Mica Paris提供曲                                                   |
|      | When Will You Learn                                       | オリジナルシングル                                                                |
| 1999 | Why Go?                                                   | Faithless提供曲                                                                   |
|      | Galaxy Mix                                                | DJ盤                                                                              |
| 2001 | Essential Mix                                             | DJ盤                                                                              |
|      | BoyGeorgeDj.com                                           | DJ盤                                                                              |
|      | Lucky for Some                                            | DJ盤                                                                              |
| 2002 | Classic Masters                                           | ベスト盤                                                                          |
|      | Something Old, Something New – A More Protein Compilation | DJ盤                                                                              |
|      | A Night Out with Boy George – A DJ Mix                    | DJ盤                                                                              |
|      | A Night In with Boy George – A Chillout Mix               | DJ盤                                                                              |
|      | Run                                                       | Sash!提供曲                                                                       |
|      | Auto-Erotic                                               | Dark Globe提供曲                                                                  |
| 2003 | Psychology of the Dreamer                                 | Eddie Lock提供曲                                                                  |
|      | Out of Fashion                                            | Hi-Gate提供曲                                                                     |
| 2005 | Straight                                                  | EP盤                                                                              |
| 2006 | You Are My Sister                                         | Antony and the Johnsons提供曲                                                     |
| 2007 | You're Not the One                                        | Loverush UK!提供曲                                                                |
|      | Time Machine                                              | Amanda Ghost提供曲                                                                |
|      | Atoms                                                     | Dark Globe提供曲                                                                  |
| 2009 | American Heart                                            | Bliss提供曲                                                                       |
|      | White Xmas                                                | オリジナルシングル                                                                |
| 2010 | Someone Else's Eyes                                       | Amanda Lear and Deadstar提供曲                                                    |
|      | Take Us to the Disco                                      | Bylli Crayone提供曲                                                               |
|      | Somebody to Love Me                                       | Mark Ronson and Andrew Wyatt提供曲                                                |
| 2012 | Happy                                                     | DJ Yoda提供曲                                                                     |
|      | King of Queens                                            | EP盤                                                                              |
| 2013 | Coming Home                                               | Dharma Protocol提供曲                                                             |
| 2024 | Electric Energy                                           | Ariana DeBose & Nile Rodgersとのコラボ・シングル                                  |

## 出演
- 『ザ・ヴォイス』
イギリス版（2016年・ITV）
オーストラリア版（2017-2020年・セブン・ネットワーク/ナイン・ネットワーク）